# サタデーワイド (CBCラジオ)
『サタデーワイド』は、1986年10月11日から1995年4月8日まで、土曜日の午前の時間帯に放送された、CBCラジオ（中部日本放送）制作のラジオワイド番組。
正式なタイトルは、1986年10月11日から1990年4月7日までは『サタデーワイド〜三久保角男の気分はウィークエンド〜』（みくぼすみおのきぶんはウィークエンド）、1990年4月14日から1995年4月8日までは『江崎明のサタデーワイド』（えざきあきらのサタデーワイド）。

## 概要
1986年10月4日まで月曜日から土曜日までの放送だった『おはようCBC』の土曜日の枠と、その後続番組だった『三久保角男のハミングサタデー』の枠を統合した形の2時間40分（7:15 - 9:55）のワイド番組としてスタート。初代パーソナリティは『ハミングサタデー』の三久保角男がそのまま続投。アシスタントも、『おはようCBC』土曜日の最末期に出演していた多田仁美が続投し、このコンビで始まった。20代後半から40代をリスナー対象とした、週末情報を扱った番組というのが当初の内容であった。
1990年4月の改編で三久保が平日の朝ワイド『CBCラジオヘッドライン』のメインパーソナリティに異動することになったため本番組を降板、後任は直前の1990年3月まで『おはようCBC』（平日）でレポーターを務めていた江崎明（『飛び出せ!全国DJ諸君』1983年度グランプリ）がメインパーソナリティとして後を継いだ。

## 放送時間
- 毎週土曜日　7:15 - 9:55（1986年10月11日 - 1990年10月6日）
- 毎週土曜日　7:15 - 12:00 （1990年10月13日 - 1992年10月3日）
- 毎週土曜日　7:00 - 12:00 （1992年10月10日 - 1995年4月8日）

## 出演者

### メインパーソナリティ
- 三久保角男 （1986年10月11日 - 1990年4月7日）
- 江崎明 （1990年4月14日 - 1995年4月8日）

### 共演者
- 多田仁美 （1986年10月 - 1989年9月）
- 米津由己 （1989年10月から）
- 磯和睦美 （1989年10月 - 1991年3月）
- 高木麻早 （1990年10月 - 1994年9月）
- 黒川光弘 （1991年4月 - 1995年3月）
- 柳川薫 （1991年4月 - 1992年3月）
- 河野夏紀 （1992年4月 - 1993年3月）
- 小高直子 （1993年4月 - 1994年3月）
- 加藤千佳 （1994年4月 - 1994年3月）
- 沢田聖子 （1994年10月 - 1995年4月）

## コーナー・タイムテーブル
（出典：）

### 7時台
- 週刊出来事ロジー
- 子供アンケート → いまどきの子供（1989年4月から改題） → 子供達のメッセージ（1990年4月から改題） → 子供通信員ダヨー（1994年10月から改題）
- 朝の歳時記
- 交通情報・天気予報
- 面白データファイル
- ゴルフ&ゴルフ
- ブレックファーストミュージック （1992年10月 - ）

### 8時台
- ニュース・天気予報・交通情報
- 新人類の時間 （1987年9月まで）
- ブックウォッチング （1990年3月まで）
- ミスターオゾンのシネサロン → オゾンと映画を聞こう（1990年4月から改題）→ クロちゃんと映画を聞こう（1994年10月から改題）
- 土曜サロン → 土曜市場（1992年4月から改題）
- デパート案内
- レースガイド
- 能開こども学講座 （1987年10月 - 1988年3月）
- もっとふれあい レインボーカーおじゃましまーす
- きょうの葵博 （葵博・岡崎'87開催中の1987年3月 - 5月の間）
- デザイン博だより （世界デザイン博覧会開催中の1989年7月 - 11月の間）
- 江崎明のザ・ピックアップ （1990年4月 - ）

### 9時台
- ニュース・天気予報・交通情報
- インフォメーションボックス （1990年3月まで）
- 園芸あれこれ → 園芸しま専科（1990年4月から改題）
- あのマチこのマチプレイバック （1988年3月まで）
- ウィークエンドガイド （1988年4月 - ）
- カルチャーウェーブ （1988年9月まで）
- ホームステイ ナゴヤステイ （1988年10月 - 1990年3月）
- ジャストこの人この話題 （1990年4月 - ）
- お国ぶり日本ぶり （1990年4月 - 1990年9月）
- やって来ましたあなたの駅へ （1990年10月 - 1991年3月）
- 中学生ワイワイマイク （1990年10月 - 1992年3月）
- 行ってみませんか ザ・おもろいところ （1992年4月 - ）
- 岐阜県・市からのお知らせ （1990年10月 - ）
- メルサラジオショッピング
- レースガイド

### 10時台 (1990年10月から)
- NTTハートでトーク・あなたに話したい! （1990年4月 - 1993年9月）
- 滋賀県PRコーナー
- 三重県の窓
- 明と麻早のへそまがり談義 （1990年10月 - 1994年9月）
- 聞きたい聞かせたい私の一曲 （1990年10月 - 1991年3月）
- 昔、昔、あのひとは （1991年4月 - 1994年9月）
- で・ら・そそーるトーク （1994年10月 - 1995年3月）
- あの曲この曲てんこもり （1994年10月 - 1995年3月）
- テレフォン人生相談 （ニッポン放送制作、1990年10月から本番組に内包）

### 11時台 (1990年10月から)
- 麻早のひとりぼっちの部屋 （1990年10月 - 1994年9月）
- リクエストあの人・この曲 （1990年10月 - 1994年9月）
- 聖子のおまかせタイム （1994年10月 - 1995年3月）
- フック・キックの奥さん言うてェな〜 （1990年10月から本番組に内包、1992年9月まで）
- 愛知県政リポート
- DO 湯 KNOWタイム （1990年10月 - ）